# Tricharaea occidua
Tricharaea occidua är en tvåvingeart som först beskrevs av Fabricius 1794.  Tricharaea occidua ingår i släktet Tricharaea och familjen köttflugor. Inga underarter finns listade i Catalogue of Life.